# Rock Creek Park
Le Rock Creek Park est un grand parc urbain du nord de Washington, la capitale des États-Unis. Créé par une loi du Congrès de 1890, il est aujourd'hui administré par le National Park Service.